# Chiesa domestica
Il concetto cristiano di Chiesa domestica deriva da alcuni versetti biblici del Nuovo Testamento nei quali si menziona l'abitudine dei primi cristiani a riunirsi nelle abitazioni per celebrare il culto a Dio.
È per lo più l'apostolo san Paolo che definisce questo concetto e svela questa realtà poco conosciuta, e lo fa attraverso sue lettere paoline.

## La conformazione attuale
La chiesa domestica è per i cristiani un'istituzione divina non riconosciuta giuridicamente dallo Stato Italiano e non è contemplata dottrinalmente dalle più ricche ed istituzionalizzate religioni occidentali (Cattolicesimo e Ortodossia). Tuttavia molti cristiani, a partire da san Paolo apostolo, la ritengono pienamente conforme alla dottrina cristiana originale e quindi approvata da Dio.
Tutte le attività relative alla chiesa domestica non possono prescindere da quella che è l'unica fonte universalmente accettata, cioè la Bibbia.
Tutte le eventuali altre forme di associazione domestica a scopo di culto religioso che non si attengono scrupolosamente alle indicazioni scritturali di Gesù e degli apostoli contenute nei libri canonici biblici del Nuovo Testamento non possono essere considerate forme di chiesa domestica cristiana.
Caratteristica della chiesa domestica è infatti il non appartenere ad associazioni, enti o istituzioni religiose, e quindi non essere assoggettata in alcun modo a regole di qualunque genere al di fuori, appunto, di quelle contenute nella sacra scrittura.
Nonostante la chiesa domestica non sia per sua natura conformata in alcuna forma di organizzazione o denominazione religiosa, è possibile che più chiese domestiche si riuniscano periodicamente come un'unica chiesa (sotto la guida di un ministro di culto eletto appositamente da Dio tramite testimonianze multiple e pubbliche) al fine di poter celebrare un culto comunitario collettivo nell'occasione del quale spesso si preferisce celebrare la Santa Cena istituita da Gesù. Per questa celebrazione viene utilizzato esclusivamente pane azzimo e vino, i quali vengono prima benedetti da una preghiera e poi suddivisi in piccole unità uguali (di scarso valore nutirizionale, quindi simboliche) e, rispettando le norme igieniche, vengono distribuite a tutti i partecipanti che ne mangiano e ne bevono.

## Teologia
Le attività di culto consistono in sostanza in preghiere spontanee e personali; cantici(accompagnati o meno da strumenti musicali); lettura e/o studio della Bibbia(e solo di questa) in tutte le sue parti (dalla Genesi all'Apocalisse) tramite la tecnica della "somma delle scritture", senza quindi ricorrere ad altri testi teologici o religiosi di alcun genere o di altri autori.
Quest'ultima caratteristica in conformità ad alcune delle più importanti indicazioni di Gesù su come fare per comprendere le sue parabole. In particolare quella dove indica che Dio preferisce rivelare il significato più profondo delle sue parole e la sua volontà a coloro che sono privi di istruzione professionale e che non dispongono di particolari doti intellettuali.
In quel tempo Gesù prese a dire: «Io ti rendo lode, o Padre, Signore del cielo e della terra, perché hai nascosto queste cose ai savi e agli intelligenti, e le hai rivelate ai piccoli fanciulli(Matteo 11:25)
Alla luce di quest'insegnamento dottrinale la chiesa domestica non si avvale di trattati di teologia per lo studio della Bibbia (considerati fuorvianti) ma si affida esclusivamente alla preghiera e alla rivelazione che, secondo le scritture, Dio concede a coloro che manifestano umiltà.
Ma quando verrà lui, lo Spirito di verità, egli vi guiderà in ogni verità, perché non parlerà da se stesso, ma dirà tutte le cose che ha udito e vi annunzierà le cose a venire (Vangelo di Giovanni 16:13)
Di seguito una serie di citazioni bibliche necessarie e qualificative.
- Salutate anche la chiesa che si riunisce in casa loro... (Romani 16:5)
- Le chiese dell'Asia vi salutano. Aquila e Prisca, con la chiesa che è in casa loro, vi salutano molto nel Signore (1Corinzi 16:19)
- Salutate i fratelli che sono a Laodicea, Ninfa e la chiesa che è in casa sua (Colossei 4:15)
- alla sorella Apfia, ad Archippo, nostro compagno d'armi, e alla chiesa che si riunisce in casa tua (Filemone 2)
- parlandovi con salmi, inni e cantici spirituali, cantando e salmeggiando con il vostro cuore al Signore (Efesini 5:19)
- La parola di Cristo abiti in voi abbondantemente; istruitevi ed esortatevi gli uni gli altri con ogni sapienza; cantate di cuore a Dio, sotto l'impulso della grazia, salmi, inni e cantici spirituali (Colossei 3:16)
- Pietro dunque, consapevole della situazione, andò a casa di Maria, madre di Giovanni detto anche Marco, dove molti fratelli erano riuniti in preghiera (Atti 12:12)
- Io voglio dunque che gli uomini preghino in ogni luogo, alzando mani pure, senza ira e senza dispute (1Timoteo 2:8)

Da notare che, riguardo ad alcuni dei versetti sumenzionati, nell'edizione biblica curata dalla Conferenza Episcopale Italiana si evita di usare il termine "chiesa" ma si preferisce usare il sinonimo "comunità". Non si capisce il perché di questa particolare scelta dei traduttori dato che il termine greco corrispondente è ekklêsia, il quale viene correttamente tradotto con la parola chiesa in altre parti della traduzione CEI, come per esempio in Atti 5:11.